# Heinz Strehl
Heinz Strehl (Kalchreuth, 20 luglio 1938 – Kalchreuth, 11 agosto 1986) è stato un calciatore tedesco, di ruolo attaccante.

## Carriera
I suoi 76 gol in Bundesliga con la maglia del Norimberga lo rendono il miglior marcatore nel campionato di massima divisione a girone unico nella storia del club.

## Palmarès

### Club
- Campionato tedesco: 2

Norimberga: 1960-1961, 1967-1968
- Coppa di Germania: 1

Norimberga: 1962

### Individuale
- Capocannoniere della Coppa dei Campioni: 1

1961-1962 (7 gol)